# Southern Man
Southern Man ist ein Lied von Neil Young aus seinem 1970 erschienenen Album After the Gold Rush. Eine erweiterte Liveversion ist auf dem Crosby-Stills-Nash-&-Young-Album 4 Way Street zu hören.

## Inhalt
Der Text von Southern Man beschreibt den Rassismus gegenüber Schwarzen in den amerikanischen Südstaaten. In dem Lied erzählt Young, wie ein weißer Mann seine Sklaven misshandelt, und fragt ihn, wann er das durch die Sklaverei geschaffene Vermögen zurückgeben wird:

„Ich sah Baumwolle und ich sah Schwarz

große weiße Villen und kleine Hütten.

Mann aus dem Süden, wann zahlst du es ihnen zurück?“

In dem Lied wird auch eine Kreuzverbrennung erwähnt, wie sie vom Ku-Klux-Klan praktiziert wird.
Young reagierte empfindlich auf die Anti-Rassismus- und Anti-Gewalt-Botschaft des Songs. Während seiner Tournee 1973 brach er eine Show in Oakland ab, als ein Fan von einem Wachmann verprügelt und herausgeworfen wurde, während das Lied gespielt wurde.

## Rezeption
Die Südstaaten-Rockband Lynyrd Skynyrd schrieb ihren Song Sweet Home Alabama als Antwort auf die Songs Southern Man und Alabama aus Youngs Album Harvest von 1972. Young sagte, er sei ein Fan sowohl von Sweet Home Alabama als auch von Ronnie Van Zant, dem Leadsänger von Lynyrd Skynyrd. „Sie spielen, als ob sie es ernst meinen“, sagte Young 1976. „Ich bin stolz darauf, dass mein Name in einem Song wie dem ihren vorkommt.“ Young spielt Sweet Home Alabama manchmal bei Konzerten. Um die Freundschaft zu demonstrieren, trug Van Zant bei der Aufführung von Sweet Home Alabama oft ein Neil-Young-Tonight’s-the-Night-T-Shirt. Crazy Horse-Bassist Billy Talbot trägt oft ein Lynyrd-Skynyrd-T-Shirt im Jack-Daniel’s-Stil, so auch beim Live-Rust-Konzert.
In seiner Autobiografie Waging Heavy Peace: A Hippie Dream schrieb Young, dass Lynyrd Skynyrd Sweet Home Alabama nicht als Antwort auf Southern Man, sondern auf Youngs Song Alabama schrieb, und merkte an, dass die angedeutete Kritik von Lynyrd Skynyrd berechtigt war, weil Youngs Text auf Alabama herablassend und anklagend war.

## Coverversionen
Merry Clayton veröffentlichte auf ihrem selbstbetitelten Album 1971 eine Coverversion. Später sang sie bei Sweet Home Alabama als Backgroundsängerin mit, obwohl sie das erst nicht wollte. Eine Version von The Dave Clark Five wurde 1971 als Single veröffentlicht und erschien auch auf ihrem Album Dave Clark & Friends.
Sylvester and the Hot Band veröffentlichten 1973 eine Funkversion des Songs als Debütsingle aus ihrem selbstbetitelten Debütalbum. David Allan Coe coverte den Song 1985 auf seinem Album Unchained. Morse Portnoy George nahmen diesen Song 2012 in einem Medley mit The Needle and the Damage Done und Cinnamon Girl auf ihrem Album Cover 2 Cover auf.